# Ivan Singer
Ivan Singer (ur. 14 listopada 1929, zm. 24 sierpnia 2020) – rumuński matematyk znany z wyników dotyczących analizy funkcjonalnej, w szczególności teorii przestrzeni Banacha. Autor ponad 200 prac naukowych i kilku monografii matematycznych. Emerytowany profesor Uniwersytetu w Bukareszcie.